# Urobopyrus processae
Urobopyrus processae är en kräftdjursart som beskrevs av Richardson 1901. Urobopyrus processae ingår i släktet Urobopyrus och familjen Bopyridae. Inga underarter finns listade i Catalogue of Life.